# Mae Whitman
Pour les articles homonymes, voir Whitman.
Mae Margaret Whitman est une actrice américaine née le 9 juin 1988 à Los Angeles, en Californie (États-Unis).

## Biographie

### Jeunesse et formation
Whitman est la fille de Pat Musick, artiste vocale, et de Jeff Whitman, gestionnaire de personnel.
Elle commence sa carrière dans les voix en prêtant sa voix pour une publicité pour laquelle sa mère avait également auditionné.

### Carrière

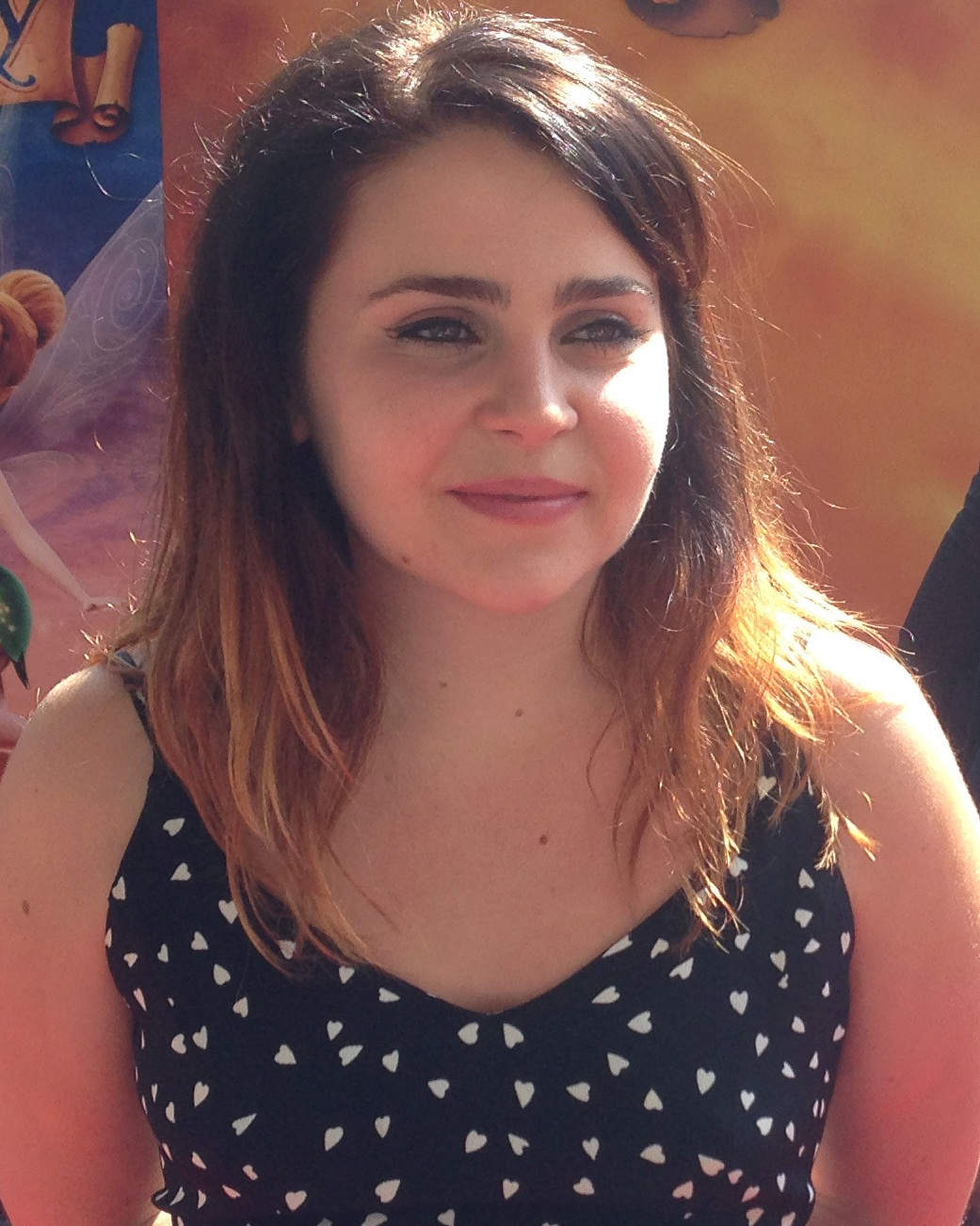
En 2014, pour l'avant première de Clochette et la Fée pirate.

Elle débute très jeune et se fait notamment remarquer, à la fin des années 1990, par ses rôles dans des longs métrages comme Ainsi va la vie, Independance Day et Un beau jour. Elle occupe aussi des rôles récurrents dans des séries télévisées telles que Chicago Hope : La Vie à tout prix (1996-1999), JAG (1998-2001) et Arrested Development (2004-2013).
Également très active dans le domaine des voix de personnages, elle a notamment prêté sa voix pour de nombreuses séries télévisées d'animation : La Légende de Calamity Jane, Johnny Bravo, Avatar, le dernier maître de l'air, Dragons, Teenage Mutant Ninja Turtles, DC Super Hero Girls, Young Justice, Les Griffin entre autres.
Elle est aussi la voix de personnages populaires comme La Fée Clochette, Barbara Gordon / Batgirl, Wonder Girl et Katara.
A l'âge adulte, elle confirme notamment grâce aux films Scott Pilgrim, Le Monde de Charlie, DUFF : Le faire-valoir mais surtout grâce au rôle d'Amber Holt dans la série télévisée Parenthood (2010-2015).
En 2018, elle fait son retour dans l'un des rôles principaux de la série Good Girls.
Mae Whitman fait son coming out en tant que pansexuelle via Twitter le 16 août 2021 affirmant qu'elle savait qu'elle pouvait « tomber amoureuse de personnes de tous les genres » [« fall in love with people of all genders »],.
En août 2024, elle donne naissance à un garçon, Miles. 

## Filmographie

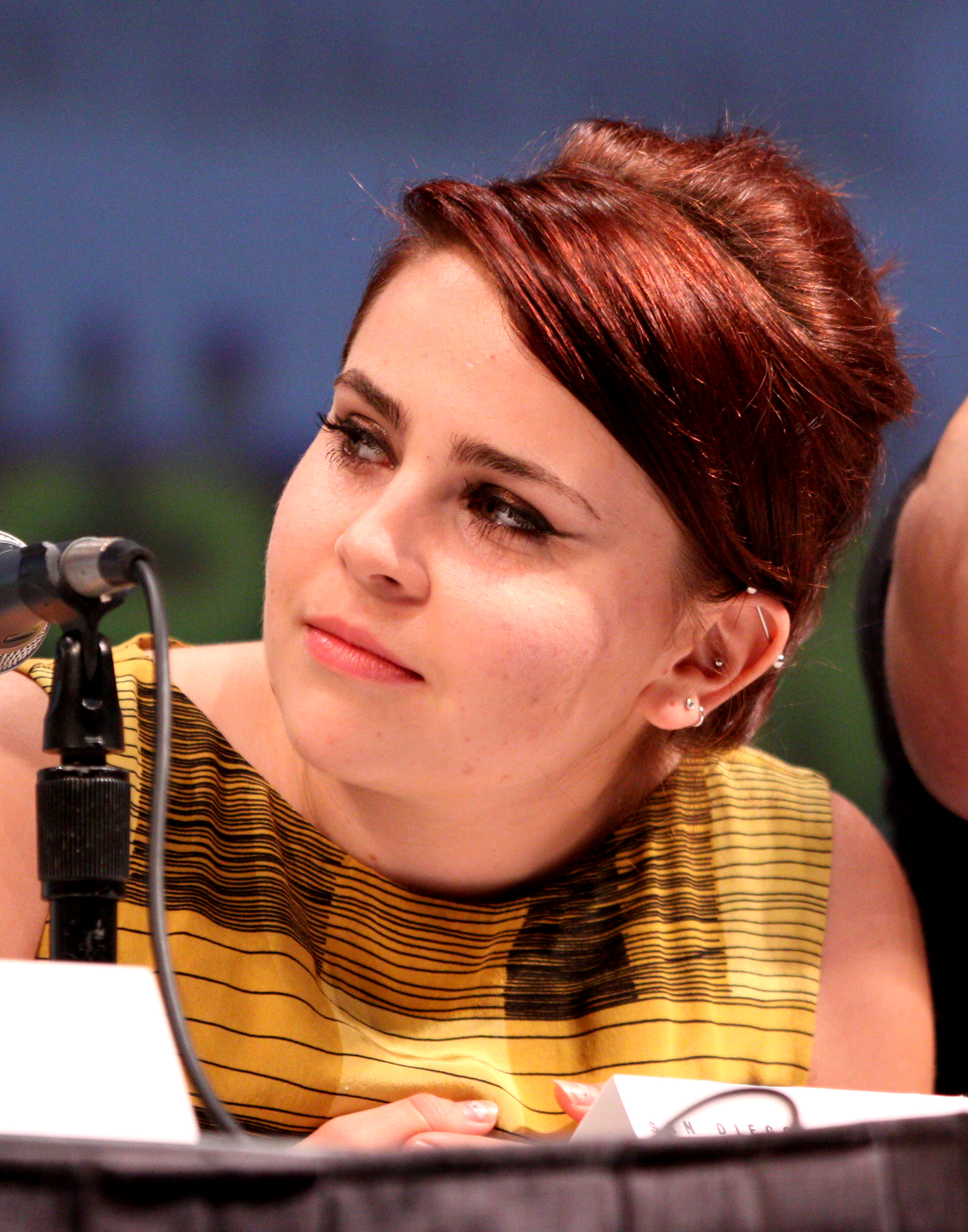
Au Comic-Con de San Diego, en 2010.

Pour une liste plus complète, se référer au site IMDb.

### Cinéma

#### Longs métrages
- 1994 : Pour l'amour d'une femme (When a Man Loves a Woman) : Casey Green
- 1995 : Bye Bye Love de Sam Weisman : Michele
- 1996 : Independence Day : Patricia Whitmore
- 1996 : Un beau jour (One Fine Day) : Maggie Taylor
- 1998 : The Gingerbread Man : Libby Magruder
- 1998 : Ainsi va la vie (Hope Floats) : Bernice Pruitt
- 2001 : American Rhapsody : Maria à 10 ans
- 2005 : Going Shopping : Coco
- 2006 : Bondage : Angelica
- 2006 : Le roman d'une vie (Love's Abiding Joy) : Colette Doros
- 2007 : Boogeyman 2 : Alison
- 2008 : Nos nuits à Rodanthe (Nights in Rodanthe) : Amanda Willis
- 2009 : Spring Breakdown : Lydia
- 2010 : Barry Munday : Candice
- 2010 : Scott Pilgrim (Scott Pilgrim vs. the World) : Roxy Richter
- 2011 : The Factory : Abby Fletcher
- 2012 : Le Monde de Charlie (The Perks of Being a Wallflower) de Stephen Chbosky : Mary Elizabeth
- 2015 : DUFF : Le faire-valoir (The DUFF) : Bianca Piper
- 2017 : CHiPs de Dax Shepard
- 2018 : Duck Butter de Miguel Arteta : Ellen
- 2020 : Valley Girl de Rachel Goldenberg : Jack

#### Longs métrages d'animation
- 2002 : La Famille Delajungle, le film (The Wild Thornberrys Movie) : une écolière
- 2003 : Le Livre de la jungle 2 (The Jungle Book 2) : Shanti
- 2004 : Teacher's Pet : Leslie
- 2005 : Firedog : Tara
- 2005 : The Happy Elf (Vidéo) : Molly
- 2008 : La Fée Clochette (Tinker Bell) : Clochette
- 2009 : Clochette et la Pierre de Lune (Tinker Bell and the Lost Treasure) : Clochette
- 2010 : Clochette et l'Expédition féerique (Tinker Bell and the Great Fairy Rescue) : Clochette
- 2012 : Clochette et le Secret des fées (Secret of Wings) de Peggy Holmes et Bobs Gannaway : Clochette
- 2014 : Clochette et la Fée Pirate (Pirate Fairy) de Peggy Holmes et Bobs Gannaway : Clochette
- 2015 : Clochette et la Créature légendaire (Legend of the neverbeast) de Peggy Holmes et Bobs Gannaway : Clochette
- 2016 : DC Super Hero Girls : Héroïne de l'année (DC Super Hero Girls: Hero of the Year) de Cecilia Aranovich : Barbara « Batgirl » Gordon
- 2017 : DC Super Hero Girls : Jeux intergalactiques (DC Super Hero Girls : Intergalactic Games) de Cecilia Aranovich : Barbara « Batgirl » Gordon / Speed Queen
- 2018 : DC Super Hero Girls : Les Légendes de l'Atlantide (DC Super Hero Girls: Legends of Atlantis) : Barbara « Batgirl » Gordon
- 2018 : A Dog & Pony Show de Demetrius Navarro : Dede

### Télévision

#### Téléfilms
- 1995 : Naomi & Wynonna: Love Can Build a Bridge (en) : Ashley Judd jeune
- 1995 : Au bénéfice du doute (Degree of Guilt) : Elena Argos
- 1996 : La Mort d’un Fils (After Jimmy) : Rosie Stapp
- 1997 : Merry Christmas, George Bailey : Zuzu Bailey
- 1999 : L'Enfant invisible (Invisible Child) : Rebecca 'Doc' Beeman
- 1999 : La Saison des miracles (A Season for Miracles) : Alanna Thompson
- 2007 : L'Œil du danger (Lost In The Dark) : Amy Tolliver
- 2009 : Aux portes du destin (Acceptance) : Taylor Rockefeller
- 2010 : Jesse Stone: No Remorse : Emily Bishop

#### Téléfilm d'animation
- 1999 : Jingle Bells : Beth

#### Séries télévisées
- 1996 : Demain à la une (Early Edition) : Amanda Bailey (1 épisode)
- 1996 : Friends : Sarah Tuttle (Saison 3 épisode 10)
- 1996 - 1999 : La Vie à tout prix (Chicago Hope) : Sara Wilmette (17 épisodes)
- 1998 - 2001 : JAG : Chloé Madison (8 épisodes)
- 1999 : Amy (Judging Amy) : Darcy Mitchell (1 épisode)
- 1999 : Providence : Frances Carlyle (2 épisodes)
- 2001 - 2002 : State of Grace : Emma Grace McKee (39 épisodes)
- 2002 : Hôpital San Francisco (Presidio Med) : Tory Redding (1 épisode)
- 2004 : Century City : Erin Pace (1 épisode)
- 2004 : Cold Case : Eve Kandall (1 épisode)
- 2004 : Les Experts (CSI: Crime Scene Investigation) : Glynnis Carson (1 épisode)
- 2004 - 2013 : Arrested Development : Ann Veal (16 épisodes)
- 2006 : Phil du futur (Phil of the Future) : Une fille qui pleure (1 épisode)
- 2006 : Thief (Mini-série) : Tammi Devereaux (6 épisodes)
- 2006 : Desperate Housewives : Sarah (1 épisode)
- 2007 : Grey's Anatomy : Heather Douglas (2 épisodes)
- 2007 : Justice : Jenny Marshall (1 épisode)
- 2007 : Bionic Woman : Becca Sommers (1 épisode)
- 2007 : Ghost Whisperer : Rachel Fordham (saison 3, épisode 2)
- 2007 : Urgences (ER) : Heather (1 épisode)
- 2008 : New York, unité spéciale (Law & Order: Special Victims Unit) : Cassidy Cornell / Helen Braidwell (saison 9, épisode 11)
- 2008 - 2010 : En analyse (In Treatment) : Rosie Weston (5 épisodes)
- 2009 : Esprits criminels (Criminal Minds) : Julie (saison 5, épisode 5)
- 2010 - 2015 : Parenthood : Amber Holt (103 épisodes)
- 2012 : Weeds : Tula (saison 8, épisode 4)
- 2013 : Masters of Sex : Une patiente (1 épisode)
- 2014 : Suburgatory : Caris (1 épisode)
- 2016 : Drunk History : Lyudmila Pavlichenko (1 épisode)
- 2017 : Room 104 : Liza (1 épisode)
- 2018 - 2021 : Good Girls : Annie Marks (50 épisodes)

#### Séries télévisées d'animation
- 1996 : Duckman: Private Dick/Family Man : Baby Rose (1 épisode)
- 1997 : Superman, l'Ange de Metropolis : Loïs jeune (1 épisode)
- 1997 : La Légende de Calamity Jane : voix additionnelles (13 épisodes)
- 1997 - 2004 : Johnny Bravo : Little Suzy (49 épisodes)
- 2000 : La Famille Delajungle (The Wild Thornberrys) : Antoinette (1 épisode)
- 2000-2001 : Scott, premier de la classe (en) : Leslie Dunkling (5 épisodes)
- 2000 : Godzilla, la série : Meg (1 épisode)
- 2001 : Max Steel : Jo (1 épisode)
- 2002 - 2004 : Fillmore ! : Robin et autres voix (Voix, 6 épisodes)
- 2005 - 2007 : American Dragon: Jake Long : Rose (21 épisodes)
- 2005 - 2008 : Avatar, le dernier maître de l'air : Katara (60 épisodes)
- 2008 - ... : Les Griffin : Personnages multiples
- 2009 - 2010 : The Cleveland Show : Capitaine Softball / Piper Gorl (3 épisodes)
- 2010 : Batman : L'Alliance des héros : Batgirl (2 épisodes)
- 2011 : Robot Chicken : Lady Gaga / Wilma Flintstone / l'amie de Bella (1 épisode)
- 2012 : Dragons: Cavaliers de Beurk : Heather (2 épisodes)
- 2012 - 2017 : Les Tortues Ninja (Teenage Mutant Ninja Turtles): April O'Neil (92 épisodes)
- 2012 - ... : La Ligue des justiciers : Nouvelle Génération : Wonder Girl / Cassie Sandsmark / Stephanie Brown, Tommi Tompkins et Helena Sandsmark
- 2013 - 2014 et 2019 : American Dad! : Zoey / Glitter (4 épisodes)
- 2015 - 2018 : DC Super Hero Girls : Barbara Gordon / Batgirl (saison 1 à 4) + Speed Queen (saison 1 à 4)
- 2015 - 2017 : Dragons: Race to the Edge : Heather (30 épisodes)
- 2017 : Voltron, le défenseur légendaire (Voltron: Legendary Defender) : Plaxum (1 épisode)
- 2017 : Big Mouth : Tallulah Levine (1 épisode)
- 2020 - 2023 : Luz à Osville : Amity Blight

#### Web Série
- 2013 : Web Therapy : Blair Yellin (5 épisodes)

## Ludographie
- 2004 : EverQuest II : Lilly Ironforge et Thana Rumblehoof
- 2005 : Kingdom Hearts 2 : Yuffie Kisaragi (doulage, version anglophone)
- 2006 : Dirge of Cerberus: Final Fantasy VII : Yuffie Kisaragi (doublage, version anglophone)
- 2006 : Avatar: The Last Airbender : Katara
- 2006 : Cartoon Network Racing : Little Suzy
- 2007 : Kingdom Hearts 2 : Final Mix+ : Yuffie Kisaragi (doublage, version anglophone)
- 2007 : Avatar: The Last Airbender - The Burning Earth : Katara
- 2008 : Avatar: The Legend of Aang - Into the Inferno : Katara
- 2011 : Nicktoons MLB : Katara
- 2013 : Teenage Mutant Ninja Turtles : Depuis les ombres : April O'Neil
- 2013 : Young Justice: Legacy : Dr. Helena Sandsmark / Cassie Sandsmark / Wonder Girl
- 2014 : Disney Infinity : Clochette
- 2015 : Disney Infinity 3.0 : Clochettel
- 2017 : Prey : Danielle Sho

## Divers
- Elle a participé en tant que choriste sur un album de Fake Problems
- Elle a joué dans le clip I was a Fool du groupe canadien Tegan and Sara

## Distinctions
Sauf indication contraire ou complémentaire, les informations mentionnées dans cette section proviennent de la base de données IMDb.

### Récompenses
- Young Artist Awards 1997 : meilleure performance par une jeune actrice dans un film pour Ainsi va la vie
- Young Artist Awards 1999 : meilleure performance par une jeune actrice dans un film pour Un beau jour
- Golden Apple Awards 2001 : meilleure jeune révélation féminine de l'année
- Young Artist Awards 2002 : meilleure distribution pour American Rhapsody
- San Diego Film Critics Society 2012 : meilleure distribution pour Le Monde de Charlie
- Behind the Voice Actors Awards 2013 : meilleure performance vocale féminine dans un téléfilm, un film sorti directement en DVD ou un court métrage pour Clochette et le secret des fées
- Behind the Voice Actors Awards 2014 : meilleure performance vocale féminine dans une série télévisée pour Teenage Mutant Ninja Turtles
- Gracie Allen Awards 2015 : meilleure révélation féminine pour Parenthood
- Behind the Voice Actors Awards 2017 : meilleure performance vocale d'ensemble dans une série télévisée pour Teenage Mutant Ninja Turtles

### Nominations
- YoungStar Awards 1997 : meilleure performance par une jeune actrice dans un film comique pour Un beau jour
- YoungStar Awards 1998 : meilleure performance par une jeune actrice dans un film dramatique pour Ainsi va la vie
- YoungStar Awards 1999 : 
  - meilleure performance par une jeune actrice dans une série télévisée dramatique pour Chicago Hope
  - meilleure performance pour Johnny Bravo
- Young Artist Awards 2002 : 
  - meilleure performance par une jeune actrice dans un second rôle pour American Rhapsody
  - meilleure performance par une jeune actrice dans une série télévisée comique pour State of Grace
- World Soundtrack Awards 2003 : meilleure bande originale pour Le livre de la jungle 2
- 12e cérémonie des Teen Choice Awards 2010 : meilleure révélation féminine dans une série télévisée pour Parenthood
- Scream Awards 2011 : meilleur méchant pour Scott Pilgrim
- Annie Awards 2013 : meilleure performance vocale dans une série télévisée d'animation pour Teenage Mutant Ninja Turtles
- Behind the Voice Actors Awards 2013 : 
  - meilleure performance vocale féminine dans une série télévisée pour Teenage Mutant Ninja Turtles
  - meilleure performance vocale d'ensemble dans une série télévisée pour Teenage Mutant Ninja Turtles
  - meilleure performance vocale d'ensemble dans un téléfilm, un film sorti directement en DVD ou un court métrage pour Clochette et le secret des fées
- Online Film & Television Association 2013 : 
  - meilleure performance vocale pour Young Justice
  - meilleure performance vocale pour Teenage Mutant Ninja Turtles
- Behind the Voice Actors Awards 2014 : 
  - meilleure performance vocale féminine dans un second rôle dans une série télévisée pour Young Justice
  - meilleure performance vocale d'ensemble dans une série télévisée pour Teenage Mutant Ninja Turtles
- Behind the Voice Actors Awards 2015 :
  - meilleure performance vocale d'ensemble dans un téléfilm, un film sorti directement en DVD ou un court métrage pour The Pirate Fairy
  - meilleure performance vocale d'ensemble dans une série télévisée pour Teenage Mutant Ninja Turtles
  - meilleure performance vocale dans un film d'animation pour Kaze tachinu
  - meilleure performance vocale féminine dans une série télévisée pour Teenage Mutant Ninja Turtles
  - meilleure performance vocale féminin dans un second rôle dans un film d'animation pour Kaze tachinu
- Critics' Choice Television Awards 2015 : meilleure actrice dans un second rôle dans une série télévisée dramatique pour Parenthood
- 17e cérémonie des Teen Choice Awards 2015 : 
  - meilleure actrice dans un film comique pour Duff: Le faire-valoir
  - meilleur baiser pour Duff: Le faire-valoir, nomination partagée avec Robbie Amell
- Behind the Voice Actors Awards 2016 : meilleure performance vocale d'ensemble dans une série télévisée pour Teenage Mutant Ninja Turtles
- Behind the Voice Actors Awards 2017 : 
  - meilleure performance vocale d'ensemble dans un téléfilm, un film sorti directement en DVD ou un court métrage pour DC Super Hero Girls: Hero of the Years
  - meilleure performance vocale féminine dans une série télévisée pour Teenage Mutant Ninja Turtles
- Behind the Voice Actors Awards 2018 : 
  - meilleure performance vocale d'ensemble dans un jeu vidéo pour Prey
  - meilleure performance vocale féminine dans un second rôle dans un jeu vidéo pour Prey

## Voix francophones
En version française, Mae Whitman est notamment doublée durant les années 1990 à deux reprises par Kelly Marot dans Independence Day et Ainsi va la vie[réf. nécessaire] ainsi que par Adeline Chetail dans Un beau jour et The Gingerbread Man[réf. nécessaire]. Durant cette période, elle est également doublée par Fily Keita dans JAG et Chantal Macé dans La Saison des miracles, tandis que Léa Gabriele la double entre 1996 et 1999 dans Chicago Hope : La Vie à tout prix, puis la retrouve à partir de la quatrième saison de Arrested Development en 2013.
Entre 2004 et 2015 elle est notamment doublée par Karine Foviau dans Century City, Boogeyman 2, Grey's Anatomy, Aux portes du destin et DUFF : Le faire-valoir tandis que Noémie Orphelin la double de manière récurrente depuis 2010, étant sa voix dans Parenthood, Suburgatory, Freaks of Nature et Good Girls. En parallèle, elle est doublée par Émilie Rault dans  Nos nuits à Rodanthe et Esprits criminels[réf. nécessaire] ainsi qu'à titre exceptionnel par Sabrina Leurquin dans En analyse, Jessica Monceau dans Thief, Sara Chambin dans Scott Pilgrim, Edwige Lemoine dans Ghost Whisperer, Nastassja Girard dans Weeds et Flora Brunier dans Room 104.